# Barry Everitt
Gerard Barry Everitt (Nenagh, 9 marzo 1976) è un ex rugbista a 15 irlandese, professionista come mediano d'apertura di London Irish e Northampton; dopo la fine della carriera sportiva si è dedicato all'insegnamento.

## Biografia
Originario della contea di Tipperary, si formò sportivamente nell'hurling e si avvicinò al rugby solo a 15 anni; entrò quindi nel Garryowen, club con cui debuttò a livello di prima squadra; nel 1999 fu nel campionato interprovinciale con Munster e l'anno dopo con Leinster con cui esordì anche nelle competizioni europee.
Nel 2000 passò in Premiership inglese nelle file del London Irish, con cui vinse la coppa Anglo-Gallese nel 2002 e un riconoscimento individuale di miglior marcatore nello stesso anno.
Dopo sette stagioni a Londra fu a Northampton nel 2007; con tale club rimase tre anni prima di annunciare il ritiro.
Al momento della fine attività figurava nei primi posti tra i migliori marcatori del campionato con più di 1200 punti all'attivo.
Dopo il ritiro è divenuto insegnante presso una scuola in Surrey.

## Palmarès
- Coppe Anglo-Gallesi: 1
London Irish: 2001-02